# سالچا (آلاسکا)
سالچا (به انگلیسی: Salcha) شهری در بخش فیربنکس نورث استار ایالت آلاسکا است که جمعیت آن در سرشماری سال ۲۰۰۰ میلادی ۸۵۴ نفر بوده‌است.